# Zakuro Ike
Zakuro Ike (von japanisch ざくろ池 ‚Granatapfel-See‘) ist ein See an der Prinz-Harald-Küste des ostantarktischen Königin-Maud-Lands. Er liegt im nördlichen Ausläufer der Langhovde am Ostufer der Lützow-Holm-Bucht.
Japanische Wissenschaftler kartierten ihn anhand von zwischen 1957 und 1962 durchgeführten Vermessungen und in diesem Zeitraum angefertigten Luftaufnahmen. Sie benannten ihn 1972.